# Kronos (submarino)
Kronos es el nombre de un innovador minisubmarino diseñado por la compañía ucraniana Highland Systems, con sede en Emiratos Árabes Unidos, que destaca por su revolucionario diseño y su capacidad para transportar pasajeros con el fin de realizar diversas operaciones especiales marítimas.

## Características
Este submarino se aleja de los estereotipos convencionales de lo que un submarino tradicionalmente debería ser. En lugar de la típica forma cilíndrica, Kronos presenta una estructura en forma de rombo, que se asemeja sorprendentemente a las mantarrayas. Este diseño único recuerda a proyectos previos, como el Manta Ray de la DARPA de los Estados Unidos, que se inspiró en la misma criatura marina.
Kronos es un sumergible autónomo que no sólo se destaca por su apariencia, sino también por su versatilidad y capacidad para realizar una variedad de tareas. Este submarino puede transportar hasta diez pasajeros y un piloto, lo que lo convierte en una opción atractiva para operaciones comerciales, de rescate y combate en el entorno submarino.
Uno de los aspectos más destacados de Kronos es su diseño hidrodinámico futurista, que no solo proporciona un alto rendimiento sino que también reduce significativamente los costes de energía cuando está sumergido. Su casco innovador ha sido diseñado para reducir el consumo de combustible, aumentar la velocidad máxima y proporcionar una estabilidad superior.
Además de su eficiencia en términos de energía, Kronos también se distingue por su capacidad de transporte y maniobrabilidad. El submarino cuenta con dos "alas" que pueden plegarse para facilitar su transporte, lo que lo convierte en una opción versátil para misiones en diferentes ubicaciones y condiciones. De hecho, se ha denominado en ocasiones a este submarino como un "caza submarino", ya que su maniobrabilidad y velocidades bajo el agua lo hacen un aparato militar único hasta el momento, con capacidades submarinas equivalentes a un caza aéreo en el aire.
En resumen, Kronos representa un avance impresionante en la tecnología de submarinos y una muestra de la innovación en el diseño de vehículos sumergibles. Con su diseño inspirado en la naturaleza y su versatilidad para múltiples aplicaciones, Kronos ha llamado la atención de la comunidad marítima y promete un futuro emocionante en la exploración y operación submarina.

### Especificaciones
En cuanto a dimensiones, Kronos es un submarino relativamente pequeño, con una longitud de poco más de nueve metros, un ancho de casi 7,5 metros y una altura de 2,1 metros, diferenciándose notablemente de los submarinos tradicionales. Su peso también es significativamente reducido en comparación con otros modelos submarinos. La estructura de este submarino le permite mantener un peso de alrededor de 10 toneladas, con una impresionante capacidad de carga de 3.000 kilos cuando se encuentra en el agua.
Lo que realmente destaca en Kronos es su impresionante rendimiento. Su velocidad máxima una vez sumergido en el agua es de aproximadamente 80 km/h, lo que lo convierte en un submarino ágil y rápido. Sin embargo, esta velocidad se reduce a alrededor de 50 km/h cuando se encuentra sumergido en aguas profundas.
En cuanto a su capacidad de inmersión, Kronos puede sumergirse a una profundidad máxima de 250 metros, alcanzando la marca crítica de seguridad. No obstante, su profundidad de trabajo está establecida en alrededor de 100 metros, lo que lo hace adecuado para una amplia gama de misiones y aplicaciones submarinas.
Kronos ofrece flexibilidad en términos de su sistema de propulsión. Puede funcionar con combustible o emplear un sistema híbrido que incluye un motor eléctrico, lo que le otorga más versatilidad según se vaya a utilizar en una misión de larga distancia o de sigilo. Además, esta característica le proporciona una gran autonomía, con la capacidad de operar durante hasta 54 horas cuando se combinan ambas modalidades de propulsión. Cuando opera en el modo solo batería, el submarino puede mantenerse en funcionamiento durante un período de aproximadamente 36 horas. Es interesante destacar que este tiempo es coincidente con la capacidad de suministro de oxígeno, lo que garantiza la seguridad de la tripulación y pasajeros durante todo el período de la operación.
Cuando llega el momento de recargar la batería y reabastecerse de aire, Kronos tiene un margen de tiempo similar para ambos procesos, que es de alrededor de una hora y media. Esta eficiencia en el reabastecimiento contribuye a mantener la efectividad de las operaciones y minimiza el tiempo de inactividad.
El interior de Kronos también ofrece una serie de comodidades y características tecnológicas avanzadas. Entre ellas se incluye un sistema de iluminación adaptativa que proporciona una óptima visibilidad en entornos submarinos cambiantes. Además, el submarino está equipado con un soporte vital automatizado que garantiza las condiciones de vida adecuadas para la tripulación y los pasajeros. También cuenta con un sistema de aire acondicionado para mantener una ergonómica temperatura interior.
Un aspecto interesante es que tiene espacio para transportar hasta media docena de minitorpedos Black Scorpion, aunque en el momento de su desarrollo inicial, es escasa la información sobre esta capacidad.

## Desarrollo
Si bien Kronos fue inicialmente concebido como un vehículo de lujo diseñado para transportar a 10 personas, su evolución ha llevado a una versión con un propósito muy diferente y estratégico. En lugar de servir como un medio de transporte lujoso, la nueva encarnación de Kronos tiene un objetivo fundamental: la detección y neutralización de amenazas en el entorno marítimo.
Este cambio se debe a que, debido a la invasión rusa de Ucrania, la compañía Highland Systems, que ya tenía este proyecto muy avanzado y orientado al ámbito civil, decidió rediseñar el Kronos para adaptarlo a un uso militar, ya que la compañía es originalmente ucrania, aunque con sede en Emiratos Árabes Unidos, país donde pensaban comercializar el submarino para uso civil.
De esta manera, su papel pasó a centrarse en la defensa y la seguridad, siendo una herramienta crucial en la protección de áreas sensibles. Esta transformación cobra especial relevancia en la región de Crimea y en la defensa de Odesa, la mayor ciudad portuaria de Ucrania. Estas áreas han estado históricamente bajo la amenaza de bombardeos y acciones hostiles desde el mar gracias los submarinos de Clase Kilo rusos, y la capacidad de Kronos para hundir embarcaciones y localizar submarinos enemigos se volvería esencial para arrebatar la supremacía marítima a Rusia en el Mar Negro.